# Brezovec Zelinski
Brezovec Zelinski – wieś w Chorwacji, w żupanii zagrzebskiej, w mieście Sveti Ivan Zelina. W 2011 roku liczyła 167 mieszkańców.